# Jouko Ahola
Jouko Ahola, född 1 december 1970 i Tavastehus, är en finländsk strongman och skådespelare. Han utsågs till världens starkaste man 1997 och 1999. 2001 filmdebuterade han i rollen som tyngdlyftaren Zishe Breitbart i Werner Herzogs Invincible.

## Filmografi
- 2009 – War of the Dead
- 2009 – Bad Day To Go Fishing
- 2008 – Stone's War
- 2006 – 7 miljonärer
- 2005 – Kingdom of Heaven
- 2001 – Invincible
- 2012 – Basement Perspective
- 2013 – Vikings